# Prałatura terytorialna Mission de France
Prałatura terytorialna Mission de France – prałatura terytorialna Kościoła rzymskokatolickiego we Francji. W latach 1996–2024 pozostawała w unii personalnej z archidiecezją Sens. Obecnie prałatem terytorialnym jest bp Dominique Blanchet, biskup diecezji Créteil. 
Geneza prałatury wywodzi się z ruchu odnowy francuskiego kleru, w duchu myśli św. Teresy z Liseux, którego inicjatorem był kardynał Emmanuel-Celestin Suhard. W 1941 założył on seminarium duchowne Mission de France (Misja Francuska), którego pierwsza siedziba została utworzona w 1942 w Lisieux. Seminarium miało prowadzić formację nowego rodzaju duszpasterzy, pracujących razem ze świeckimi w ich miejscach zatrudnienia (tzw.  księża-robotnicy), a zarazem prowadzących ewangelizację. W 1954 papież Pius XII nadał Misji status prałatury terytorialnej z oficjalną siedzibą w Pontigny (choć w praktyce administracja Misji znajduje się w Perreux-sur-Marne), ale jednocześnie zabronił jej członkom pracy zarobkowej w środowiskach świeckich, co miało związek z przypadkami angażowania się księży-robotników w działalność związkową, a nawet polityczną. Zakaz ten został uchylony przez Pawła VI w 1965 roku. Obecnie na terytorium prałatury kształceni są kapłani inkardynowani do różnych diecezji, którzy po zakończeniu nauki wracają do nich i najczęściej podejmują pracę w ośrodkach Misji w całej Francji i poza jej granicami.   